# SAML S.1
Il SAML S.1 era un biplano monomotore da ricognizione e addestramento prodotto dall'azienda italiana Società Anonima Meccanica Lombarda (SAML) negli anni dieci del XX secolo.
Si trattava di uno sviluppo autonomo del precedente SAML/Aviatik B.I, realizzato su licenza; venne impiegato dal Servizio Aeronautico del Regio Esercito nel corso della prima guerra mondiale.

## Storia del progetto
Sulla scorta dell'esperienza accumulata con la produzione su licenza dell'Aviatik B.I, nel corso del 1916, la SAML realizzò su proprio progetto uno sviluppo del velivolo, teso a migliorarne le prestazioni ed a renderlo più adatto alle condizioni d'impiego sul fronte italiano.
Rispetto al modello originario vennero apportate modifiche alla fusoliera (mediante un leggero allungamento) ed alle ali; in particolare queste vennero completamente riviste: l'apertura venne leggermente ridotta mentre la superficie risultò alla fine più ampia mentre la struttura venne irrobustita mediante l'installazione di una terza coppia di montanti a collegare i due piani alari di ciascun lato. Un'altra modifica di rilievo fu la sostituzione del motore con uno di potenza maggiore, con un incremento della potenza erogata pari al 60%.

## Tecnica
Il SAML S.1 era un velivolo dall'aspetto e dalla costruzione, per l'epoca, convenzionale: biplano, monomotore con carrello fisso realizzato in legno e tela.
La fusoliera era caratterizzata dalla presenza di due abitacoli distinti, aperti e disposti in tandem; anche in questo caso la disposizione dell'equipaggio prevedeva il pilota nel pozzetto posteriore. Come detto le ali erano collegate tra loro da tre coppie di montanti e da tiranti in cavetto d'acciaio. Gli impennaggi erano di tipo classico monoderiva e mantenevano la caratteristica forma a cuore del progetto originario.
Il carrello d'atterraggio era semplice, fisso con grandi ruote collegate tramite un assale rigido, integrato posteriormente da un pattino d'appoggio posizionato sotto la fusoliera in prossimità della coda.
La propulsione era affidata ad un motore Fiat A.12 in linea raffreddato a liquido in grado di erogare una potenza pari a 260 CV (191,2 kW) ed abbinato ad un'elica bipala in legno.
L'armamento era costituito da una o due mitragliatrici Lewis o Fiat Mod. 14 tipo Aviazione di cui una disposta al di sopra dell'ala superiore (a disposizione del pilota) e sparante al di fuori del disco dell'elica.

## Impiego operativo
In Italia il velivolo venne utilizzato dal Servizio Aeronautico del Regio Esercito nel corso della prima guerra mondiale; in epoca successiva i biplani della SAML vennero impiegati nelle scuole di volo della Regia Aeronautica ma nelle fonti reperite non è specificato sempre per modelli distinti il numero effettivo di esemplari impiegati.
La 111ª Squadriglia diventa operativa sugli S.1 dalla metà di aprile 1917.
La 112ª Squadriglia nasce sugli S.1 dal 23 aprile 1917 volandoci fino al 20 luglio.
La 113ª Squadriglia nasce con gli S.1 da 10 maggio 1917.
La 120ª Squadriglia ha un incidente di volo con un S.1 il 6 ottobre 1917.
Alcuni esemplari sarebbero stati impiegati nelle operazioni in Libia nel corso degli anni venti.
Tre le notizie reperite, figura che alcuni SAML S.1 siano stati impiegati dalle forze governative del Paraguay nel corso della rivoluzione del 1922; due esemplari superstiti fecero parte della nuova Escuela de Aviación Militar fondata nel febbraio del 1923.

## Utilizzatori
Paraguay
- Aviación Militar Paraguaya

 Italia
- Servizio Aeronautico del Regio Esercito